# Alofi
Alofi este capitala statului insular Niue din Oceanul Pacific. Cu o populație de aproximativ 1 600 de locuitori (recensământul din 2011), Alofi este a doua cea mai mică capitală națională după populație (după Ngerulmud, capitala statului Palau). Orașelul este format din două sate: Alofi North și Alofi South, unde își are sediul conducerea.